# Ibrahim Moustafa

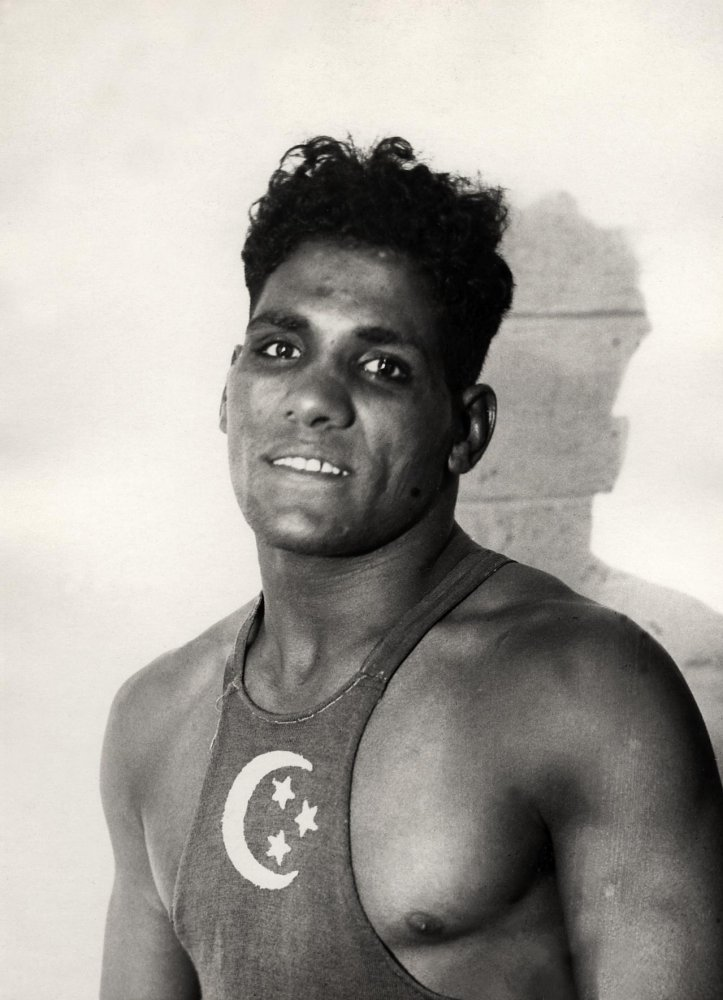
Ibrahim Moustafa, 1928

Ibrahim Moustafa (arabisch إبراهيم مصطفى, DMG Ibrāhīm Muṣṭafā; * 23. September 1904 in Alexandria; † 9. Oktober 1968 in Mexiko-Stadt, Mexiko) war ein ägyptischer Ringer. Er war Olympiasieger im griechisch-römischen Stil im Halbschwergewicht.

## Werdegang
Ibrahim Moustafa lernte als Jugendlicher in Alexandria den Beruf eines Zimmermanns. Während der Arbeit sah er in einem Nebengebäude junge Männer beim Ringen. Er interessierte sich dafür und erfuhr, dass diese jungen Männer aus der armenischen Minderheit in Ägypten waren und beim Al-Gomrak Club Alexandria trainierten. Er begann daraufhin auch mit dem Ringen, wobei er aber zunächst mit seinen Freunden seine Kräfte maß. Später meldete er sich beim Olympic Club Alexandria an und entwickelte sich dort zu einem hervorragenden Ringer im griechisch-römischen Stil.
Nachdem er mehrere Preise und die ägyptische Meisterschaft 1924 gewonnen hatte, wurde er zu den Olympischen Spielen dieses Jahres nach Paris entsandt. Er startete dort im Halbschwergewicht und kam in seinen ersten drei Kämpfen zu Siegen. Dann traf er auf die routinierten schwedischen Spitzenringer Carl Westergreen und Rudolf Svensson, gegen die er unterlag und in der Folge den 4. Platz belegte.
Vier Jahre später war er auch bei den Olympischen Spielen 1928 in Amsterdam am Start. Inzwischen 24 Jahre alt, war er kräfte- und technikmäßig enorm gereift. Moustafa besiegte nacheinander Nicolas Appels aus Belgien, A. Sefik aus der Türkei, Einar Hansen aus Dänemark, Onni Pellinen aus Finnland und im Kampf um die Goldmedaille Adolf Rieger aus Deutschland.
Nach den Olympischen Spielen 1928 war Ibrahim Moustafa zunächst arbeitslos. Als dies in der ägyptischen Öffentlichkeit bekannt wurde, wurde dafür gesorgt, dass er eine Trainerstelle beim Olympic Club in Alexandria erhielt. Im Jahre 1929 weilte er auf Einladung des schwedischen Ringerverbandes auf einer Wettkampfreise in Skandinavien. Er konnte dort einige Erfolge erzielen, dominierte aber nicht mehr so wie 1928. Bei einem Turnier in Kopenhagen musste er z. B. eine Niederlage gegen den deutschen Europameister Robert Rupp hinnehmen.
Sein Sohn Adel Ibrahim Moustafa (* 1930) nahm ebenfalls als Ringer an Olympischen Spielen teil.

## Internationale Erfolge
(OS = Olympische Spiele, GR = griechisch-römischer Stil, Hs = Halbschwergewicht, bis 1928 bis 82,5 kg, danach bis 87 kg Körpergewicht)
- 1924, 4. Platz, Olympische Spiele in Paris
- 1928, Goldmedaille, Olympische Spiele in Amsterdam
- 1929, 3. Platz, Internationales Turnier in Stockholm
- 1929, 2. Platz, Internationales Turnier in Kopenhagen